# موزه صنایع‌دستی همدان
موزهٔ صنایع‌دستی همدان در سال ۱۳۸۸ شمسی در میدان باباطاهر، جنب آرامگاه باباطاهر، در شهر همدان افتتاح شده‌است. این موزه توسط ادارهٔ کل میراث فرهنگی، صنایع‌دستی و گردشگری استان همدان تأسیس شده و به معرفی صنایع‌دستی استان همدان اختصاص دارد.
ساعات کار: از ۸ صبح تا ۱۴ بعدازظهر.
```
۲۰۰‬اثر از رشته‌های شاخص صنایع دستی از صنعتگران استان همدان در این موزه به نمایش در آمده است. منبت، سفال و سرامیک، نقاشی سرامیک، مصنوعات چرمی و چوبی، قلم زنی روی مس و نقره، ساز سنتی، گلیم و گبه، پیکرتراشی و منبت سوزنی از مهمترین رشته‌های موزه صنایع دستی همدان است. آثار به نمایش درآمده این موزه تلفیقی از صنایع دستی قدیمی و جدید هنرمندان و صنعتگران استان همدان است. این موزه با  ۲۰۰‬مترمربع مساحت و در  ۳۰‬ویترین با تخصیص ‪۴۰۰‬ میلیون ریال از محل اعتبارات سفر رئیس جمهوری در استان به بهره‌برداری رسید.
[
۲
]
```